# Automotive News
Automotive News est une publication américaine hebdomadaire, de langue anglaise, pour les professionnels du secteur de l'automobile. Elle est fondée par George Slocum en 1925 sous le titre Automotive Daily News. Propriété du groupe de presse Crain Communications (en), son siège est situé à Détroit, dans l'État américain du Michigan.